# Дхараніндра
Дхараніндра (д/н — бл. 800) — 3-й магараджа Матараму в 775—800 роках. Перекладається як «правитель Індра».

## Життєпис
За різними версіями син, онук або небіж магараджи Панамкарана. Спадкував трон 775 року. Прийняв тронне ім'я Шрі Санґграма Дхананджая. Також за різними версіями тотожній Раджи Вішну (Вішнураджи), або його син.
Згадується в написі Келурак 782 року, де його вітають як вайріваравірамардана («вбивцю мужніх ворогів»). Подібна назва також знайдена в написі Лігор в сучасному південному Таїланді на Малайському півострові. Також його згадано як шарв-варімадаві-матана. Припускають, що це магараджа встановив владу над Лігором на Малайському півострові, який належав до держави так званної Ченли Води. Цей напис містить похвалу про нього як про втілення Вішну. Лігор потім використовувався як військова база для нападу на Чампу в 787—788 роках, а також встановив владу над усією Ченла, поставивши номінальним правителем Джаявармана.
Але походи 770 і 774 років, які тривалий час приписували Дхараніндрі напевніше здійснив його попередник. Його також вважають магарджею Шривіджаї, ґрунтучись на його офіційній титулатурі.
Втім китайські джерела, де відмічалися до 775 року постійні посольства з Матараму відмічають перерву до 818 року, що на думку дослідників свідчить про кризу в державі. Також є згадки про конфлікт між буддійською і індуїстською гілками правлячої династії. Крім того, відомо, що в один час з Дхараніндрою в Шривіджаї захопив владу Дхармасету. Тому ймовірніше він тривалий час вів боротьбу на Яві та за відновлення контролю над Шривіджаєю. Близько 782 року вдалося поставити свого сина Самаратунгу, зятя Дхармасету, на трон Шриваджаї. З огляду на це відновився вплив на цю державу.
Продовжув будівельну політику Панамкарана, зокрема завершив зведення храму Манджусріґрха (відомий як храм Севу), і згідно з написом Карангтенґах почав будівництво храму Венувана, пов'язаного з храмом Мендут або Нгавен. Він також, ймовірно, планування будівництво Боробудуру і храму Павон.
Помер близько 800 року, трон перейшов до сина Самарагравіри.